# Penitenciaría Federal de Sona

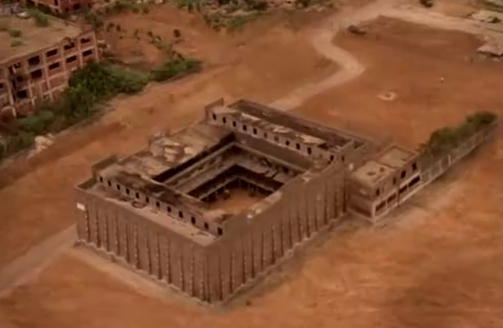
Fotografía aérea de la Penitenciaría Federal de Sona.

La Penitenciaría Federal de Sona es una prisión ficticia de la serie de televisión estadounidense Prison Break, situada en Panamá. Aparece en el último capítulo de la segunda temporada y en ella se desarrolla la acción durante la tercera temporada.

## Descripción
A diferencia de la prisión de Fox River, Sona se construyó desde cero para la tercera temporada de la serie.
Los presos se rigen por sus propias normas desde que los guardias abandonaron la prisión. Lechero es el líder de la misma y las disputas entre los internos se resuelven mediante un combate a muerte, entre los dos presos que se han retado usando una "pata de pollo".
En el exterior de la prisión los guardias mantienen un perímetro de seguridad, vigilando desde unas torretas la conocida como Zona de Nadie. 
Se dice que quien entra en Sona, nunca sale de ahí, si lo hace, es porque está muerto.

## Muertes en Sona
- Marcel: en un combate a muerte, Sammy Norino le quebró el cuello.

- World: Alexander Mahone le rompe el cuello en un combate.

- Wyatt: Lechero y sus matones lo ahogan en un balde de agua.

- Recluso desconocido: fue masacrado a golpes por Sammy Norino en un combate.

- Juan Nieves: fue ahogado con una bolsa plástica por T-Bag.

- Andrew Tyge: fue acuchillado en el cuello por Alexander Mahone.

- Cheo: Lechero le acuchillo en el estómago y luego le rajó la garganta con un cuchillo.

- Papo: el Coronel Escamilla le dispara en el estómago.

- Octavio: masacrado a golpes por Brad Bellick en un combate.

- Sammy Norino: enterrado vivo por un montón de arena y escombros, fue causado por Michael Scofield.

- Matón de Cristóbal: Alexander Mahone le rompe el cuello.

- Cyrus y Cristóbal: Lechero les disparó en la espalda.

- Norman "Lechero" St. John: fue ahogado con una almohada por T-Bag.

- Otros reclusos de Sona: murieron quemados vivos en una violenta revuelta causada por T-Bag y después este último escapó de Sona.